# Субодь
Субодь (Собот, Нетеча) — річка в Україні, у Фастівському та Сквирському районах Київської області, права притока Кам'янки (басейн Дніпра).

## Опис
Довжина річки 21 км, похил річки — 2,8 м/км. Формується з правої притоки Холоп, багатьох безіменних струмків та водойм. Площа басейну 151 км².

## Розташування
Бере початок у селі Яхни. Тече преважно на південний схід і в селі Великополовецьке впадає в річку Кам'янку, ліву притоку Росі.
Населені пункти вздовж берегової смуги: Малополовецьке, Мала Михайлівка.
Річку перетинає автомобільна дорога Т 1013.